# Gumshoe
Gumshoe – gra platformowa wyprodukowana i wydana przez Nintendo na konsolę Nintendo Entertainment System 1986 w USA. Do sterowania wymagany był pistolet świetlny – Zapper. Gra została zaprojektowana przez Yoshio Sakamoto.

## Fabuła
Gracz wciela się w postać Stevensona, byłego agenta FBI, którego córka została porwana przez King Doma. Antagonista wysyła mu list, w którym żąda od głównego bohatera przyniesienia pięciu diamentów „Black Panther” w ciągu 24 godzin. Stevenson wyrusza na poszukiwania.

## Rozgrywka
Gumshoe jest typową grą platformową, gdzie postać gracza przesuwa się automatycznie w prawą stronę ekranu. Oryginalną cechą gry jest sterowanie za pomocą pistoletu świetlnego (Zappera) – celny strzał powoduje, że bohater podskakuje, oprócz tego gracz musi strzelać w przeciwników i przeszkody lecące w stronę Stevensona. Podczas rozgrywki można natrafić na balony, których zestrzelenie pozwala na uzupełnienie amunicji. Pozbycie się wszystkich balonów na danym poziomie skutkuje zwiększeniem liczby żyć.
Produkcja składa się z czterech poziomów. Na pokonanie każdego z nich główny bohater ma 6 minut, przy czym na końcu ostatniego poziomu gracz walczy z bossem, po pokonaniu którego spotyka King Doma i ratuje swoją córkę.

## Odbiór gry
Tony Takoushi z magazynu „Computer and Video Games” pochwalił oprawę graficzną i muzykę w grze, a także wysoki poziom trudności wymagający skupienia gracza.